# جيم بلونت
جيم بلونت (بالإنجليزية: Jim Blount)‏ هو رئيس تحرير صحيفة ومؤرخ أمريكي، ولد في 4 يونيو 1935 في هاملتن في الولايات المتحدة، وتوفي في 22 أغسطس 2017.